# Joseph Depraeter
Joseph Depraeter, né le 12 mars 1937 à Moorslede en province de Flandre-Occidentale, est un coureur cycliste belge, professionnel de 1961 à 1964.

## Biographie
En 1959, il participe au Tour de Slovaquie ; il se classe 3e à la 1re étape et second à la 4e.

## Palmarès

### Amateur
- 1959
  - 3e étape du Tour du Limbourg amateurs
  - Coupe Egide Schoeters

### Professionnel
- 1962
  - Grand Prix Raf Jonckheere
  - 2e de Roubaix-Cassel-Roubaix